# Batalion Grenadierów Krakowskich
Batalion Grenadierów Krakowskich – polski oddział piechoty wchodzący w skład wojsk powstańczych okresu powstania kościuszkowskiego.
Batalion został utworzony po 4 kwietnia 1794.

## Dowódcy
- Jan Śląski
- gen. mjr Taszycki
- płk Krzycki
- ppłk Siemianowski
- płk Kropiński
- płk Jabłonowski

## Bitwy i potyczki
- Racławice (4 kwietnia 1794)
- Szczekociny (6 czerwca 1794)
- obrona Warszawy, Wola (27 lipca 1794)
- Rakowiec (17/18 sierpnia 1794)
- Maciejowice (10 października 1794)
- Praga (4 listopada 1794)